# Верхний Танай
Верхний Танай — деревня в Дзержинском районе Красноярского края. Входит в состав Нижнетанайского сельсовета.

## История
Деревня была основана в 1726 году. По данным 1926 года в Верхнем Танае имелось 37 хозяйств и проживало 213 человек (108 мужчин и 105 женщин). В национальном составе населения преобладали русские. В административном отношении деревня входила в состав Нижнетанайского сельсовета Рождественского района Канского округа Сибирского края.

## Население
| 2010 |
| ---- |
| 12   |